# Gaj (Wrocław)
Gaj – osiedle w południowej części Wrocławia, zajmujące południową część terenów przyłączonej do miasta w roku 1904 wsi Herdain.

## Historia
Wieś wzmiankowana w roku 1273, kiedy mieszczanin Henryk, syn Herdana, nabył tu 5,5 łana ziemi. Od owego Herdana pochodzi najpewniej nazwa Herdain; wieś wzmiankowano też w 1304 pod nazwą Gayn. W 1273 roku folwark we wsi Gaj należał do Krzyżaków. Od 1339 wieś w większej części należała do komandorii joannitów; zakupili oni wówczas od miasta 8 i 1/2 łana a w 1354 roku kolejne 4 łany. Z zapisków wiadomo, że w połowie XIX wieku znajdowało się tu 28 domów, gorzelnia, karczma i cmentarz. Niewielki skrawek wsi przyłączono do Wrocławia już w 1895 – jest to rejon na północ od Wojszyc i Ołtaszyna, w którym znajduje się dziś Park Skowroni między ulicami Spiską i Ślężną; granica przyłączonego wówczas fragmentu wsi przebiegała dokładnie dzisiejszą ulicą Działkową. Urządzono tam nowe cmentarze św. Marii Magdaleny, św. Maurycego, św. Jana i Zbawiciela.
Pozostałą część Herdain, na północ od linii (z nieznacznymi lokalnymi odstępstwami) ulicy Świeradowskiej, na wschód od Bardzkiej, na północ od linii kolejowej i na zachód od Ziębickiej (granicę z Hubami i Gliniankami, przyłączonymi do miasta już w 1868 wyznaczały fragmenty dzisiejszych ulic Kamiennej i Wieczystej) przyłączono do miasta w 1904. W owym czasie było tam już kilka miejskich kamienic: przy Armii Krajowej (Helmutstraße), Orzechowej (Herdeiner Feldweg – „Polna Droga na Gaju”), Ślicznej (Cretiusstraße) z ostatnich dwóch dekad XIX wieku.
Główną drogę (Hauptstraße) prowadzącą do Gaju z Wrocławia przemianowano na Herdainstraße rok po przyłączeniu wsi do miasta, w 1905. Obecnie nosi ona nazwę ulicy Gajowej (warto podkreślić, że nazwa ta nie ma związku z osiedlem Gajowa przy ul. Kosmonautów) i łączy ulicę Dyrekcyjną od zbiegu z Suchą i Hubską oraz ulicę Kamienną przy placu Zamenhofa. W całości zatem znajduje się ona poza granicami osiedla Gaj, przebiega bowiem przez Huby. Niegdyś ulica ta dochodziła aż do Ślicznej, ale końcowy odcinek zabudowano blokami mieszkalnymi w latach 70. XX wieku. W pierwszej połowie XX wieku na terenach Herdain znajdowało się gospodarstwo rolnicze, kilka zabudowań przemysłowych i robotnicze osiedle, m.in. dla robotników wybudowanej w sąsiedniej dzielnicy, na Tarnogaju, gazowni.
|  |
|  |

Pod koniec wieku XX, w latach 1979–1994, według projektu Krystyny Chełmickiej, Kazimierza Oziewicza i Andrzeja Wolskiego zabudowano największą część osiedla Gaj w kwartale pomiędzy ulicami Armii Krajowej, Bardzką, Świeradowską i Borowską oraz z przecinającymi go wewnątrz ulicami Orzechową i Krynicką. Osiedle przewidziano dla 26 tysięcy mieszkańców, zastosowano powszechną w owych czasach technologię wielkopłytową. Jako że był to schyłkowy okres stosowania tej technologii w Polsce, starano się wówczas zminimalizować wrażenie monotonii blokowiska, stosując nieszablonowy układ zabudowy wzdłuż linii łamanych, w ten sposób, że strony wejściowe budynków obramowują ciągi uliczne, zaś z drugiej ich strony znajdują się wypełnione zielenią wnętrza urbanistyczne. Z drugiej strony, okres budowy większości tych wieżowców przypadł na okres najgłębszego kryzysu gospodarczego w PRL i początek transformacji ustrojowej, co w znacznej mierze zaważyło na niezbyt wysokim standardzie wykończenia wybudowanych w tym osiedlu mieszkań. Na południe od ul. Świeradowskiej znajduje się część osiedla, w którym dominuje zabudowa jednorodzinna; od połowy lat 90. powstaje tam także zabudowa wielorodzinna niska.
Obecne osiedle Gaj obejmuje terytorium nieco dalej przesunięte na południe w stosunku do historycznych jego granic i zamknięte jest od północy ulicą Armii Krajowej, od południa linią kolejową i od zachodu ulicą Spiską. Według szacunków Urzędu Miasta, pod koniec 2004 roku w tak określonych granicach mieszkało 19,6 tysięcy osób, a zatem mniej niż przewidywano początkowo dla wielkopłytowej zabudowy Krynicka/Orzechowa.